# العلاقات الجورجية الليختنشتانية
العلاقات الجورجية الليختنشتانية هي العلاقات الثنائية التي تجمع بين جورجيا وليختنشتاين.

## مقارنة بين البلدين
هذه مقارنة عامة ومرجعية للدولتين:
| وجه المقارنة                                              | جورجيا                          | ليختنشتاين                                 |
| --------------------------------------------------------- | ------------------------------- | ------------------------------------------ |
| المساحة (كم2)                                             | 69.70 ألف                       | 16                                         |
| عدد السكان (نسمة)                                         | 3.72 مليون                      | 37.47 ألف                                  |
| الكثافة السكانية (ن./كم²)                                 | 53.37                           | 234.19 ألف                                 |
| العاصمة                                                   | تبليسي، كوتايسي                 | فادوتس                                     |
| اللغة الرسمية                                             | اللغة الجورجية، اللغة الأبخازية | اللغة الألمانية                            |
| العملة                                                    | لاري جورجي                      | فرنك سويسري                                |
| الناتج المحلي الإجمالي (بليون دولار)                      | 15.16 مليار                     | 6.29 مليار                                 |
| الناتج المحلي الإجمالي (تعادل القوة الشرائية) بليون دولار | 35.68 مليار                     |                                            |
| الناتج المحلي الإجمالي الاسمي للفرد دولار أمريكي          | 3.79 ألف                        |                                            |
| الناتج المحلي الإجمالي للفرد دولار أمريكي                 |                                 |                                            |
| مؤشر التنمية البشرية                                      | 0.754                           | 0.908                                      |
| رمز المكالمات الدولي                                      | +995                            | +423                                       |
| رمز الإنترنت                                              | .ge، .გე ‏                       | .li                                        |
| المنطقة الزمنية                                           | ت ع م+04:00                     | توقيت وسط أوروبا، ت ع م+01:00، ت ع م+02:00 |

## منظمات دولية مشتركة
يشترك البلدان في عضوية مجموعة من المنظمات الدولية، منها:
| علم المنظمة | اسم المنظمة                    | تاريخ انضمام جورجيا | تاريخ انضمام ليختنشتاين |
| ----------- | ------------------------------ | ------------------- | ----------------------- |
|             | الاتحاد البريدي العالمي        | ?                   | ?                       |
|             | الاتحاد الدولي للاتصالات       | 7 يناير 1993        | 25 يوليو 1963           |
|             | مجلس أوروبا                    | 27 أبريل 1999       | ?                       |
|             | منظمة التجارة العالمية         | 14 يونيو 2000       | ?                       |
|             | منظمة الأمن والتعاون في أوروبا | 24 مارس 1992        | 25 يونيو 1973           |
|             | الأمم المتحدة                  | 31 يوليو 1992       | 18 سبتمبر 1990          |

## وصلات خارجية
- موقع وزارة الخارجية الجورجية